# إريك إتش ديفيدسون
إريك إتش ديفيدسون (بالإنجليزية: Eric H. Davidson)‏ هو باحث أمريكي، ولد في 1937 في نيويورك في الولايات المتحدة، وتوفي في 1 سبتمبر 2015 في باسادينا في الولايات المتحدة.